# سامي حسن النعاش
سامي حسن صالح الهادي النعاش هو مدرب كرة قدم ولاعب كرة قدم يمني، ولد في 2 مايو 1957 في اليمن.

## وصلات خارجية
- سامي حسن النعاش على موقع قاعدة بيانات كرة القدم.إي يو (الإنجليزية)
- سامي حسن النعاش على موقع عالم كرة القدم.نت (الإنجليزية)